# Малое Коростково
Малое Коростково — деревня в Кувшиновском районе Тверской области. Входит в состав Прямухинского сельского поселения.

## География
Находится в центральной части Тверской области на расстоянии приблизительно 20 км по прямой на юго-восток от города Кувшиново, административного центра района на левом берегу речки Осуга.

## История
На карте 1924 года еще была отмечена как часть деревни Коростково (ныне Большое Коростково). На карте 1980 года показана как поселение приблизительно с 20 жителями.

## Население
Численность населения составляла 10 человек (русские 100 %) в 2002 году, 1 в 2010.